# Deltentosteus
Deltentosteus – rodzaj ryb z rodziny babkowatych.

## Klasyfikacja
Gatunki zaliczane do tego rodzaju:
- Deltentosteus collonianus
- Deltentosteus quadrimaculatus